# Gustavo Adrianzén
Gustavo Lino Adrianzén Olaya (Cuzco, 25 de octubre de 1966) es un abogado, administrador de empresas y político peruano. Fue presidente del Consejo de Ministros del Perú durante el gobierno de Dina Boluarte, desde el 6 de marzo del 2024 hasta el 13 de mayo del 2025. Fue también ministro de Justicia y Derechos Humanos en el gobierno de Ollanta Humala, desde el 2 de abril hasta el 20 de octubre del 2015.

## Biografía
Gustavo Adrianzén nació el 25 de octubre de 1966, en la ciudad peruana del Cuzco. Realizó sus estudios primarios y secundarios en el Colegio Pedro Ruiz Gallo, del distrito de Chorrillos, graduándose en la promoción del año 1982.
Tras realizar estudios en la Universidad de Lima, obtuvo el título de abogado. También consiguió el mismo título, por la Universidad de Alcalá (España).
Con estudios de postgrado en Europa y América Central, cuenta con una maestría en Administración y Gerencia Pública por el Instituto Nacional de Administración Pública (INAP).

## Trayectoria
Ha sido consultor en el Poder Judicial, el Ministerio Público y las carteras del Interior y de Justicia. Se ha desempeñado, de igual forma, en el Banco Mundial en el BID, en el PNUD, la Comisión Europea, entre otros. Ha sido docente en universidades privadas de la ciudad de Lima.
En febrero del 2012 fue nombrado procurador público del Ministerio de Defensa del Perú. Fue abogado del Estado peruano ante la Corte Interamericana de Derechos Humanos (CIDH), por el caso Chavín de Huántar.
El 21 de marzo de 2015, fue nombrado viceministro de Justicia; solo dos semanas después sería nombrado ministro, en reemplazo del titular de dicho sector, Fredy Otárola.

### Ministro de Estado

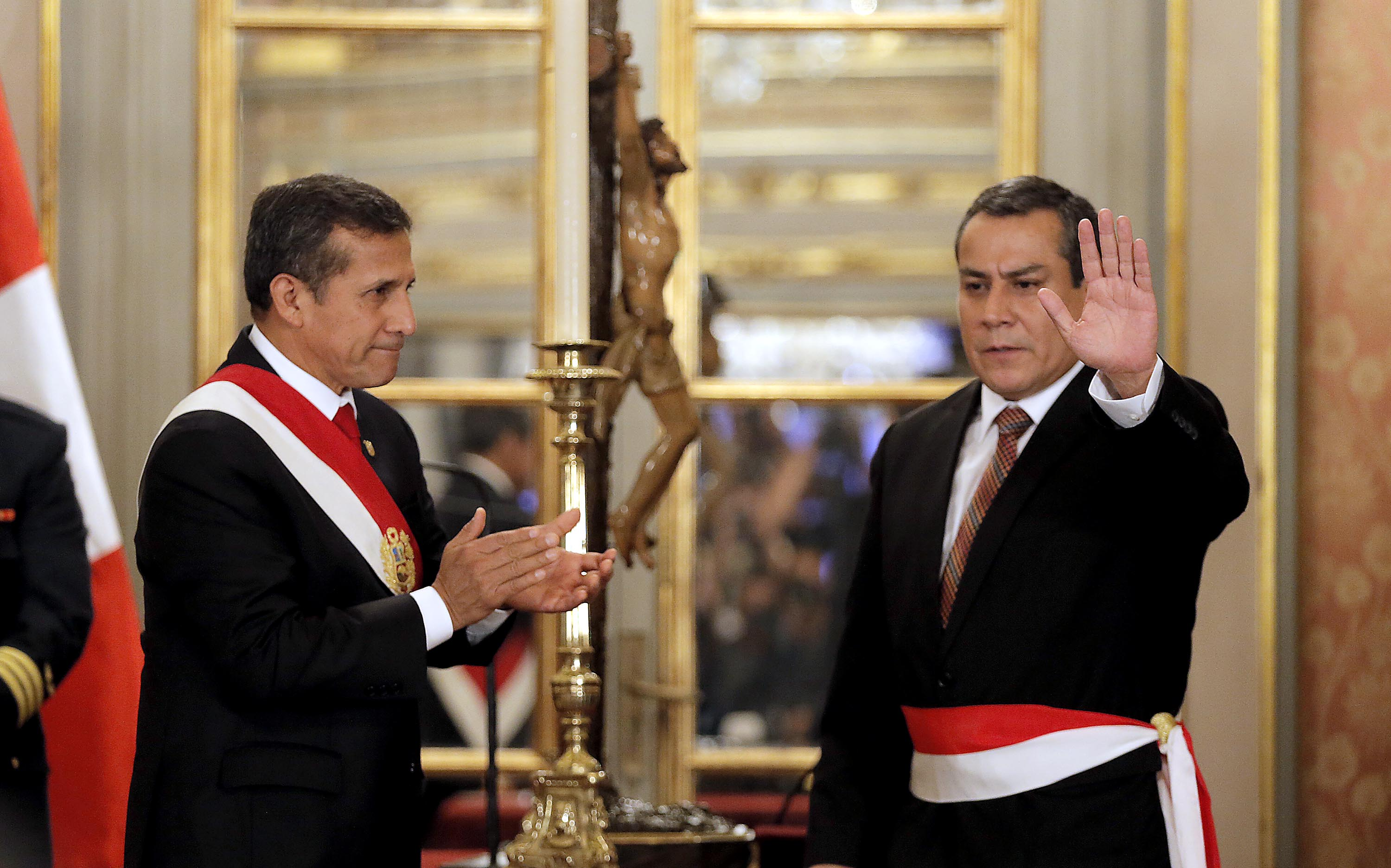
Adrianzén siendo juramentado por el presidente Ollanta Humala.

El 2 de abril de 2015, fue nombrado y posesionado por el presidente Ollanta Humala, como Ministro de Justicia y Derechos Humanos del Perú; tras una recomposición de gabinete.
En julio de 2015, Julia Príncipe, Procuradora Pública Especializada en Delitos de Lavado de Activos, denunció en un programa de televisión que el ministro Adrianzén pretendía “amordazarla” al pedirle explicaciones por sus declaraciones a la prensa en torno a las indagaciones del lavado de activos que involucraban a la primera dama Nadine Heredia. A raíz de ello, Adrianzén fue interpelado en el Congreso peruano, y se defendió negando que haya prohibido declarar a los procuradores, pero fue enfático en señalar que, según la ley, estos debían pedir autorización. 
Ante la inevitable aprobación de su censura en el parlamento, Adrianzén presentó su renuncia irrevocable, que fue aceptada por el presidente Humala (20 de octubre de 2015). Previamente, la procuradora Julia Príncipe fue relevada de su cargo.

### Presidente del Consejo de Ministros
El 6 de marzo del 2024, fue nombrado y posesionado por la presidenta Dina Boluarte, como presidente del Consejo de Ministros.